# Сескло
39°21′20″ пн. ш. 22°50′28″ сх. д. / 39.3556929° пн. ш. 22.841248° сх. д.
Сескло (грец. Σέσκλο) або Се́склон (Σέσκλον) — одне з перших відомих неолітичних поселень Європи, VII-VI тис. до Р. Х. Названо за сьогоденним арумунським селом у Греції за 8 км на захід від Волоса у громаді Волос, периферійна одиниця Магніс у Фессалії, де в XIX столітті вперше проводилися розкопки. Населення 862 жителів за переписом 2011.

## Археологічне місце
Найдавніші знахідки датуються 7510 — 6190 р. до Р.Х.. Вони належать двом різним культурам, прото-Сескло і пре-Сескло. Остання представлена вторинними поселеннями, що примикають до головного селища прото-Сескло, і відноситься до прибульців Культури Старчево, географічно поширеної на північ від Фессалії на берегах Дунаю. Для культури пре-Сескло була характерна штампована кераміка, яка, проте, досить швидко зникає. Обидві культури землеробські. Будинки спочатку маленькі, з однією-двома кімнатами, з дерева або з сирцевої цегли на кам'яному фундаменті, будували на схилах пагорбів, що примикають до родючих долин, де вирощували пшеницю та ячмінь. Крім того, розводили кіз, овець, велику рогату худобу, собак. В VI тисячолітті до Р. Х. з'являються двоповерхові будинки і мегарони (будівлі з колонами). У поселенні Сескло жило близько 3 тис. осіб, що дозволяє спорівняти його з неолітичними містами Близького Сходу (Чатал-Геюк) і вважати першим відомим містом Європи. Давніші неолітичні культури Греції в цю епоху ще існували в печерах (Франхті).
Неолітичне поселення Сескло займало площу приблизно 20 га у період свого розквіту в 5000 р. до Р.Х. складалося з 500 до 800 будинків з населенням приблизно  5000 осіб.
Загалом неолітичний комплекс прото-Сескло відповідає сучасному йому близькосхідному, але велика рогата худоба була, мабуть, одомашнена у Фессалії, де з'явилася на декілька століть раніше, ніж у Чатал-Геюке. Перші жителі прото-Сескло не були знайомі з керамікою, що також зближує їх з носіями близькосхідних культур докерамічного неоліту. Пізніше з'являються витончені глазуровані кубки і чаші, декоровані геометричним візерунком червоного і коричневого кольорів. У найпізніший період орнамент еволюціонує до мотивів, що нагадують язики полум'я. Аналогічна кераміка відома також у Західній Македонії, але відрізняється від малоазійської.
Крім посуду, знайдені статуетки жінки, часто вагітної, що вважають ознакою культу Богині-матері, що, втім, характерно не тільки для культури Сескло, але для всього Балканського півострова та Подунав'я.
Культуру Сескло вважають материнською для виникших пізніше інших балканських неолітичних культур, зокрема старчево-кришської. Під їх впливом складається також культура кардіальної кераміки. В V тисячолітті до Р. Х. поселення Сескло було завойовано сусідньою культурою Діміні.

## Громада Сескло
У місцеву громаду Сескло входить Хрісі-Акті-Панаїас. Населення 970 жителів за переписом 2011 року. Площа 38,364  км².
| Населений пункт    | Население (2011), осіб |
| ------------------ | ---------------------- |
| Сескло             | 862                    |
| Хрісі-Акті-Панаїас | 108                    |

## Населення
| Рік  | Населення, осіб |
| ---- | --------------- |
| 1991 | 876             |
| 2001 | 843             |
| 2011 | ▲ 862           |